# بکلیف (تگزاس)
بکلیف (به انگلیسی: Bacliff) یک منطقهٔ مسکونی در ایالات متحده آمریکا است که در شهرستان گلوستون، تگزاس واقع شده‌است. بکلیف ۷٫۰ کیلومتر مربع مساحت و ۸٬۶۱۹ نفر جمعیت دارد و ۵ متر بالاتر از سطح دریا واقع شده‌است.